# Pointe des Arcas
Pointe des Arcas (3479 m n.p.m.) – szczyt w grupie górskiej Écrins w Alpach Delfinackich. Leży w południowo-wschodniej Francji w regionie Prowansja-Alpy-Lazurowe Wybrzeże. Szczyt można zdobyć ze schroniska Refuge du Glacier Blanc (2542 m).